# Международный музей шпионажа
Международный музей шпионажа (англ. The International Spy Museum) — первый в мире музей, посвящённый шпионской деятельности, который охватывает все аспекты этой профессии (второй подобный музей находится в Тампере, Финляндия).

## История
Музей основан в июле 2002 года и расположен в самом центре Вашингтона (США), недалеко от Национальной аллеи (англ. National Mall).
Первым директором музея стал Олег Калугин - бывший генерал-майор КГБ СССР. Генеральского звания и пенсии в России Калугин был лишен в том же 2002 году.

## Экспозиция
В музее представлено более 600 экспонатов, изъятых у шпионов: зажигалки-фотоаппараты, подслушивающие устройства, скрытые видеокамеры, шифровальные машины, а также пистолет в виде губной помады, зонтик-шприц со смертельным ядом и др. Один из залов музея посвящён истории разведки СССР и России, в том числе одним из экспонатов является металлическая пластина с выгравированными на ней «Московскими правилами».